# Godofredo III de Anjou
Godofredo III de Anjou (em francês:  Geoffroy III d' Anjou; 1040–1096), chamado de le Barbu ("o Barbudo"), foi conde de Anjou entre 1060 e 1068.

## Início da vida
Godofredo, nascido c. 1040, era o filho mais velho de Godofredo II de Gâtinais e Ermengarda de Anjou, filha de Fulque III de Anjou. Tanto ele quanto seu irmão mais novo Fulque, chamado le Réchin, foram tomados sob a asa de seu tio, Godofredo Martel, e ambos foram condecorados por ele em 1060. Embora bem tratado por seu tio, pensa-se que Godofredo Martel preferia seu sobrinho mais novo, Fulque, mas mesmo assim deixou um condado para Godofredo. Godofredo III serviria como Conde de Anjou até o condado lhe ser tirado por seu irmão mais novo.

## Carreira militar
Sucedeu seu tio Godofredo Martel em 1060, mas logo ficou claro para seus vassalos que não era tão competente quanto seu tio havia sido. Ele tinha dado ao seu irmão mais novo Fulque o Saintonge como um apanágio, mas em 1062, quando foi atacado pelo conde Guy-Godofredo de Poitou (também conhecido como Guilherme VIII), falhou em conseguir o apoio de Fulque e Saintonge foi perdida. Em 1063 o condado de Maine também foi perdido por Anjou. Em 1064 Godofredo não conseguiu vir em auxílio de um dos seus vassalos, Reinaldo de Chateau-Gontier, que foi capturado pelos bretões. Em 1065 afastou o Arcebispo Bartolomeu, tentando forçar sua própria escolha para o Bispo de Le Mans na igreja. Por sua vez o arcebispo o excomungou.
Como a situação em Anjou deteriorou Fulque IV brigou com seu irmão. Em 1067 Fulque se rebelou e tomou o condado, aprisionando-o brevemente. Em 1068 atacou Fulque, e mais uma vez foi derrotado. Desta vez, Godofredo foi preso, onde permaneceu por 28 anos. Foi finalmente libertado pela intervenção do Papa Urbano II em 1096, mas morreu logo depois.

## Família
Casou-se com Julienne de Langeais antes de 1060. Ela morreu depois de 7 de agosto de 1067. Não tiveram nenhuma descendência.
A irmã de Godofredo e Fulque, Hildegarde, casou-se com Juscelino I de Courtenay, Sn de Courtenay e tiveram descendência.